# Stenogrammitis jamesonii
Stenogrammitis jamesonii är en stensöteväxtart som först beskrevs av William Jackson Hooker, och fick sitt nu gällande namn av Paulo Henrique Labiak. Stenogrammitis jamesonii ingår i släktet Stenogrammitis och familjen Polypodiaceae. Inga underarter finns listade.